# Уріу (комуна)
Уріу (рум. Uriu) — комуна у повіті Бистриця-Несеуд в Румунії. До складу комуни входять такі села (дані про населення за 2002 рік):
- Ілішуа (860 осіб)
- Крістештій-Чичеулуй (1126 осіб)
- Уріу (1359 осіб) — адміністративний центр комуни
- Хешмашу-Чичеулуй (288 осіб)

Комуна розташована на відстані 345 км на північний захід від Бухареста, 34 км на захід від Бистриці, 58 км на північний схід від Клуж-Напоки.

## Населення
За даними перепису населення 2002 року у комуні проживали 3633 особи.
Національний склад населення комуни:
| Національність | Кількість осіб | Відсоток |
| -------------- | -------------- | -------- |
| румуни         | 2681           | 73,8%    |
| угорці         | 910            | 25,0%    |
| цигани         | 41             | 1,1%     |
| італійці       | 1              | < 0,1%   |

Рідною мовою назвали:
| Мова       | Кількість осіб | Відсоток |
| ---------- | -------------- | -------- |
| румунська  | 2697           | 74,2%    |
| угорська   | 924            | 25,4%    |
| циганська  | 10             | 0,3%     |
| українська | 1              | < 0,1%   |
| італійська | 1              | < 0,1%   |

Склад населення комуни за віросповіданням:
| Релігія                                       | Кількість осіб | Відсоток |
| --------------------------------------------- | -------------- | -------- |
| православні                                   | 2298           | 63,3%    |
| реформати                                     | 813            | 22,4%    |
| п'ятдесятники                                 | 383            | 10,5%    |
| римо-католики                                 | 83             | 2,3%     |
| греко-католики                                | 41             | 1,1%     |
| баптисти                                      | 6              | 0,2%     |
| не релігійні                                  | 4              | 0,1%     |
| лютерани (Синодально-пресвітеріанська церква) | 3              | 0,1%     |
| не вказали релігію                            | 1              | < 0,1%   |